# Fisklöstjärnet, Dalsland
Fisklöstjärnet är en sjö i Färgelanda kommun i Dalsland och ingår i Örekilsälvens huvudavrinningsområde.